# Carburant durable d'aviation
Un carburant durable d'aviation (CDA) ou carburant d'aviation durable (CAD) (en anglais sustainable aviation fuel, SAF) est un carburant aviation utilisé dans les avions à réaction et certifié comme durable par des entités indépendantes et internationalement reconnues. Les carburants durables d'aviation doivent également satisfaire aux exigences de la norme ASTM D1655 relatives à la sécurité et la performance des carburants utilisés sur les vols commerciaux. Pour pouvoir être utilisés dans les avions commerciaux, les CDA doivent être soumis à un processus d'approbation exhaustif afin de répondre à des critères de certification stricts et de prouver que leurs caractéristiques physiques et chimiques sont presque identiques à celles des carburants d'origine fossile et qu'ils peuvent donc être mélangés en toute sécurité. Les CDA peuvent donc être utilisés au sein de la flotte mondiale existante et ne nécessitent aucune adaptation de l'avion ou de l'infrastructure d'approvisionnement en carburant.
En janvier 2022, sept procédés de production de CDA ont été approuvés. En outre, deux voies de co-traitement des matières premières renouvelables dans les raffineries de pétrole sont approuvées avec une limite de mélange de 5 %.

## Certification Carburant Durable d'Aviation

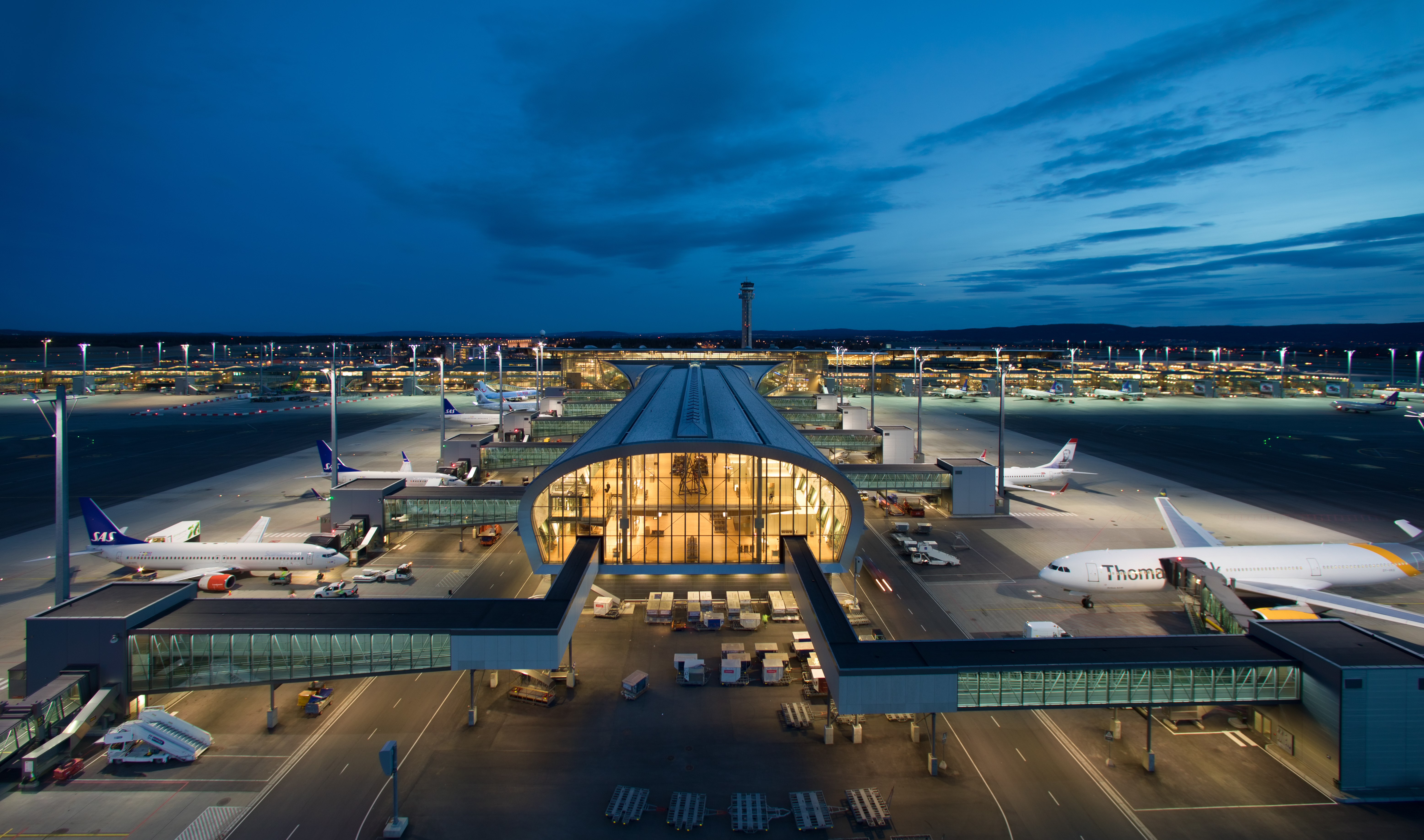
Oslo [OSL] a été le premier aéroport international à offrir du CDA dans le carburant fourni depuis 2016, suivi des aéroports de Los Angeles [LAX] et Stockholm [ARN]. Projet européen ITAKA, guidé par l'organisme public espagnol SENASA.

Une certification CDA atteste que le combustible durable, et principalement la matière première qui permet son obtention, répond aux critères et aux considérations de durabilité dans le cadre de ce que l'on appelle le « triple bilan » , c'est-à-dire l'impact de la production de matières premières sur trois dimensions : sociale, économique et environnementale.
D'autre part, de nombreux systèmes de contrôle des émissions de carbone, tels que le Système communautaire d'échange de quotas d'émission (SCEQE), accordent aux certificats CDA une exemption des coûts associés à la responsabilité carbone.
Cela encourage et améliore la compétitivité économique des CDA, qui est plus respectueux de l'environnement que les carburants fossiles traditionnels pour l'aviation. On estime que les carburants durables d'aviation peuvent ainsi permettre de réduire les émissions de gaz à effet de serre (GES) jusqu'à 80 % tout au long de leur cycle de vie.
Toutefois, à court terme, pour parvenir à une mise en œuvre généralisée, il reste encore des obstacles commerciaux et réglementaires à surmonter nécessitant une collaboration profonde et coordonnée de divers acteurs du secteur de l'aviation, dans le but d'atteindre la parité de prix avec les carburants fossiles,.
Le premier organisme réputé à avoir lancé un système de certification applicable aux carburants d'aviation durables a été l'ONG européenne Roundtable on Sustainable Biomaterials (RSB), qui a établi une norme de référence mondiale par rapport à laquelle la durabilité des types de carburant durables d'aviation peut être évaluée. Dans le cadre du système de compensation et de réduction du carbone pour l'aviation internationale (CORSIA) de l'OACI, un exploitant d'aéronefs peut réduire ses exigences en matière de compensation CORSIA pour une année donnée en revendiquant des réductions d'émissions résultant de l'utilisation de carburants admissibles au titre du CORSIA (CEF).
À ce jour, l'OACI a approuvé deux SCS (Sustainability Certification Schemes) :
- International Sustainability and Carbon Certification (ISCC) ;
- Roundtable on Sustainable Biomaterials (RSB).

| Schéma                  | Critère de Durabilité |
| ----------------------- | --- |
| EU RED II Recast (2018) | Réduction des GES - Les émissions de gaz à effet de serre provenant des Carburants Durables pour l'Aviation doivent être inférieures à celles des carburants fossiles qu'ils remplacent : au moins 50 % pour les installations de production datant d'avant le 5 octobre 2015, une réduction obligatoire de 60% pour les installations de production ultérieures et de 65 % pour les carburants durables (CDA) produits dans les installations commençant à opérer après 2021. Changement d'usage du sol - Les matières premières pour la production durable de carburants ne peuvent pas provenir de terres ayant une biodiversité élevée ou de stocks de carbone élevés (c'est-à-dire des forêts primaires et protégées, des prairies, des zones humides et des tourbières très riches en biodiversité). D'autres questions de durabilité sont définies dans le règlement sur la gouvernance et peuvent être couvertes par des systèmes de certification sur une base volontaire.                                                    |
| ICAO CORSIA             | Réduction des GES - Critère 1 : Les Carburants Durables pour l'Aviation pour les réacteurs généreront des réductions nettes de GES d'au moins 10 % par rapport aux combustibles fossiles pour les réacteurs, en fonction du cycle de vie. Stock de carbone - Critère 1 : Carburants Durables pour l'Aviation pour réacteurs ne seront pas produits à partir de biomasse provenant de terres dont l'utilisation a changé après le 1er janvier 2008 et qui proviennent de forêts vierges, de zones humides ou de tourbières, car toutes ces terres ont des stocks élevés de carbone. Critère 2 : Dans le cas d'un changement d'affectation des terres après le 1er janvier 2008, tel que défini sur la base des catégories de terres du GIEC, les émissions dues au changement direct d'affectation des terres (DLUC) seront calculées. Si les émissions de gaz à effet de serre d'un DLUC dépassent la valeur par défaut du changement d'affectation des sols induit (ILUC), la valeur du DLUC remplace la valeur par défaut de l'ILUC. |

## Impact global
Au fur et à mesure que les émissions échangées dans le cadre des systèmes d'échange de droits d'émission de carbone sont définies, certains carburants sûrs et durables peuvent réduire de façon significative les émissions de GES, une fois testés et certifiés pour leur durabilité tout au long du cycle de vie.
Par exemple, dans le Système communautaire d'échange de quotas d'émission (SCEQE), il a été proposé par le Sustainable Aviation Fuel Users Group (SAFUG), un groupe collectif de compagnies aériennes, que les carburants durables d'aviation qui ont été certifiés comme tels par RSB ou des organismes similaires aient une cote zéro. Cette proposition a été acceptée,.
Dans le contexte du système de compensation et de réduction du carbone pour l'aviation internationale (CORSIA), l'objectif est de maximiser les avantages des CDA pour la réduction des émissions de GES et de minimiser les impacts négatifs sur les prix des denrées alimentaires et le changement d'affectation des terres. Les valeurs par défaut des émissions de CO2 sur le cycle de vie des carburants éligibles au titre de CORSIA ont été déterminées par l'OACI (voir diagramme ci-dessous).
Outre la certification CDA, l'intégrité des producteurs de carburant d'aviation durable peut être évaluée par d'autres moyens, comme l'utilisation de l'initiative Richard Branson carbon war room Renewable Jet Fuels (qui coopère actuellement avec des entreprises telles que LanzaTech, SG Biofuels, AltAir, Solazyme, Sapphire).

## Types de carburants durables d'aviation

### Voies oléochimiques et lipidiques

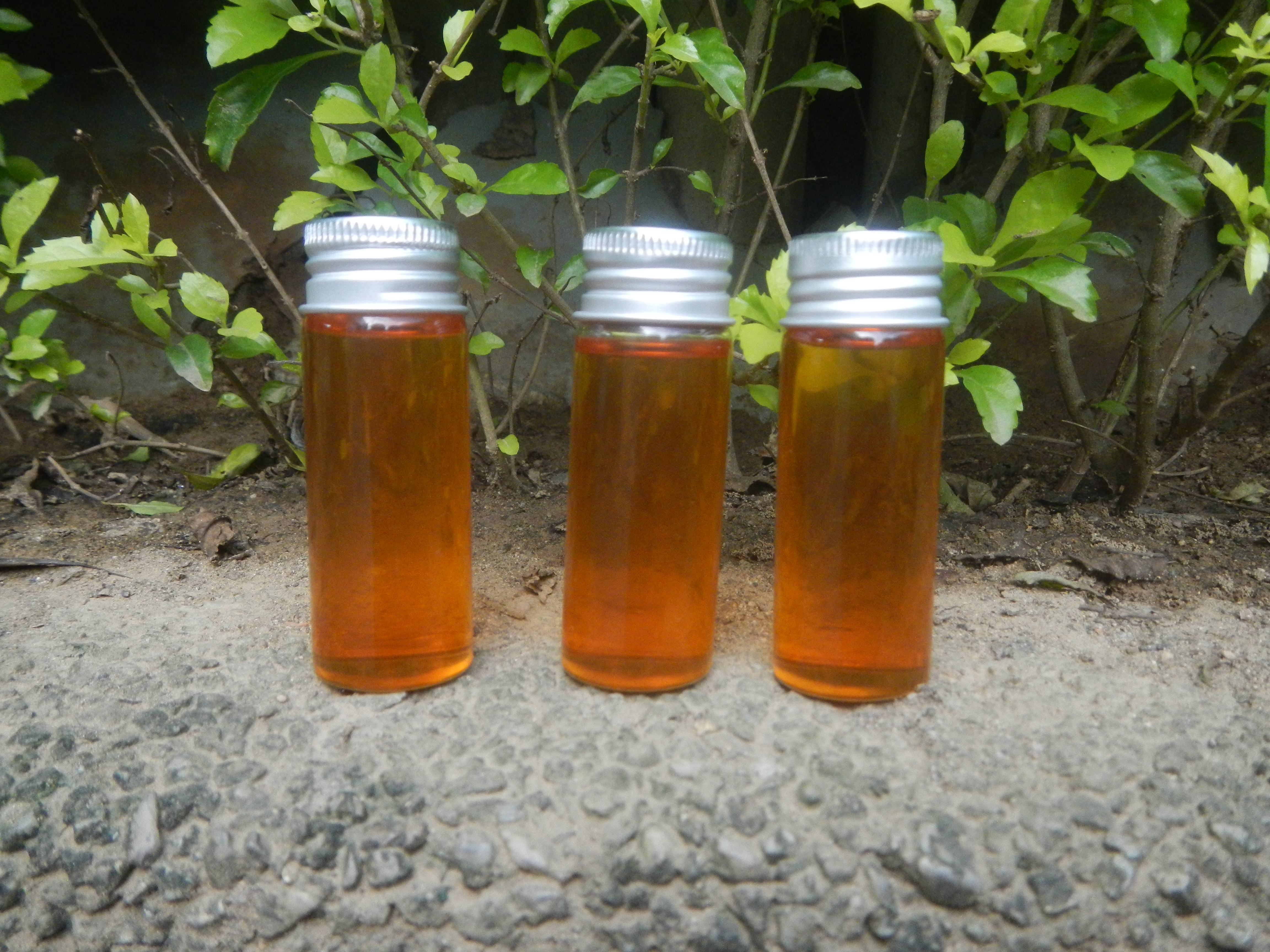
Exemple d'huile de cuisson usagée aux Philippines.

La filière oléochimique et lipidique convertit les matières premières lipidiques (par exemple, les huiles végétales, les graisses animales ou les huiles de cuisson usagées) par hydrogénation en carburants paraffiniques compatibles avec un mélange direct avec le carburant aviation fossile classique,.
Le principal carburant certifié ASTM de cette famille est l'ester et l'acide gras hydrotraités à la paraffine synthétique (HEFA-SPK).

### Voies biochimiques

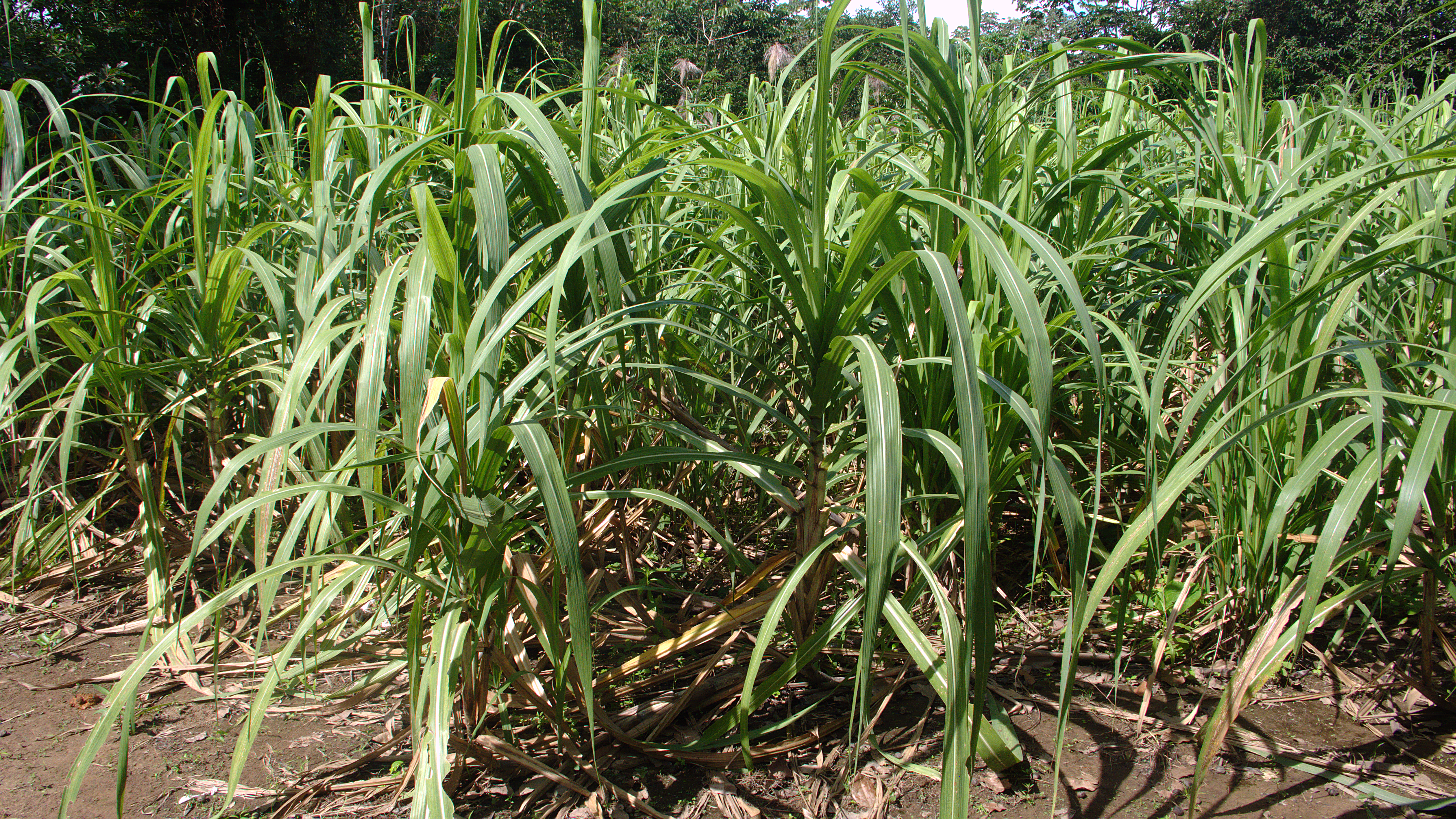
Canne à sucre en Bolivie. Matière première potentielle dans plusieurs processus biochimiques.

Les voies biochimiques convertissent la biomasse par des processus biologiques, tels que la fermentation du glucose en éthanol et l'hydrolyse enzymatique suivie d'une conversion biologique des sucres. Dans les procédés biocatalytiques avancés, ces derniers peuvent conduire à un carburant d'entrée ou à des intermédiaires tels que des alcools à longue chaîne, notamment le butanol et le butanediol, des isoprénoïdes et des acides gras.
L'ASTM approuve en 2021 le sucre fermenté hydrotraité de Gevo (en) (HFS-SIP), qui convertit les sucres en hydrocarbures à l'aide de levures modifiées, et l'alcohol-to-jet de Lanzatech (ATJ-SPK), qui convertit les alcools en hydrocarbures par déshydratation, oligomérisation et hydrotraitement. Le carburant mis au point par Global Bioenergies est également approuvé par l'ASTM en juin 2023,. Il s'agit d'un carburant produit à partir d'isobutène, lui-même produit par fermentation à partir de matières renouvelables, sucres en particulier. D'autres voies biochimiques sont actuellement en cours d'approbation par l'ASTM.

### Voies thermochimiques

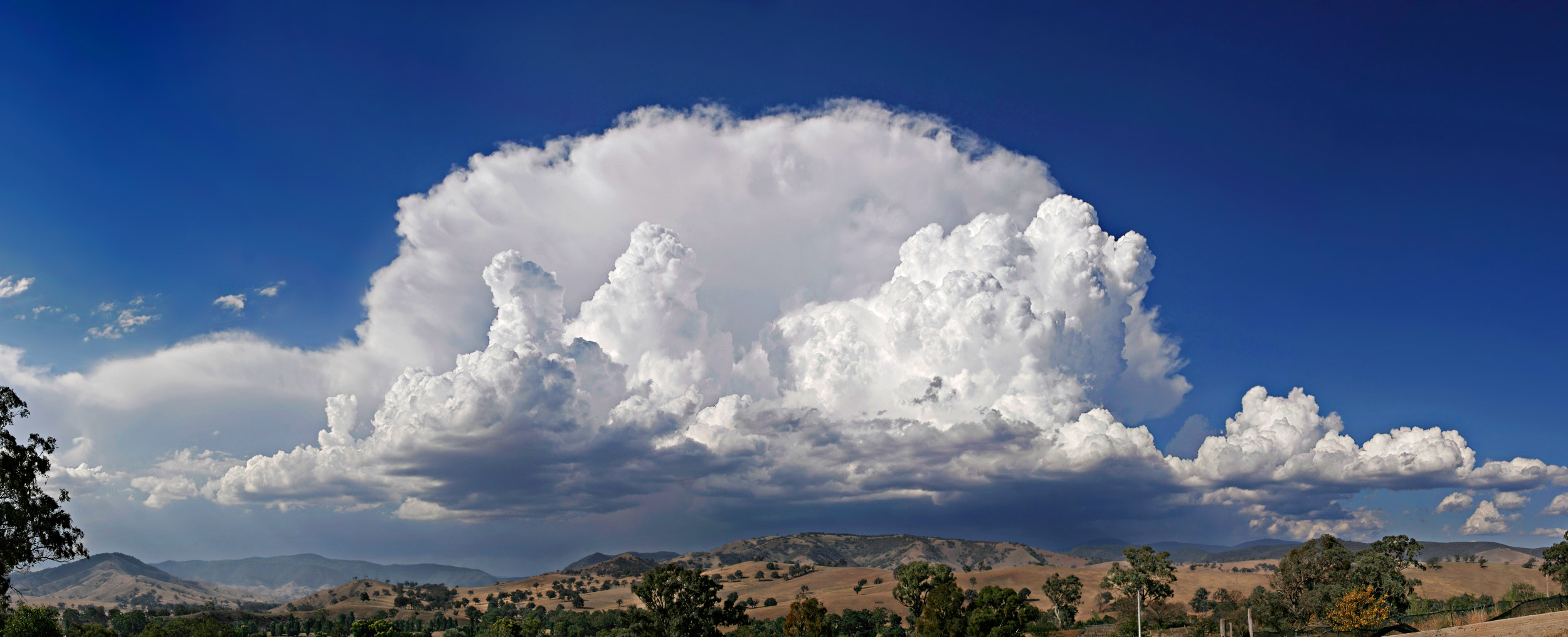
La capture directe de l'air (DAC en anglais) peut être une source de dioxyde de carbone pour la production d'e-carburants.

Les filières thermochimiques consistent essentiellement en la conversion de matières premières lignocellulosiques (y compris les cultures énergétiques du bois, certaines formes de déchets solides municipaux et les résidus de l'agriculture et de la sylviculture) en paraffines synthétiques par gazéification de la biomasse et synthèse de Fischer Tropsch (FT), où le monoxyde de carbone et l'hydrogène sont convertis en hydrocarbures liquides.
Les carburants aviation certifiés obtenus par cette voie sont le kérosène synthétique paraffinique FT-SPK et le FT-SPK/A, une variante contenant des aromatiques.

### E-carburants ou Power-to-Liquid
Les e-carburants sont des carburants liquides produits synthétiquement pour les moteurs à combustion de l'aviation. Les principales sources d'énergie et matières premières pour leur production sont l'électricité renouvelable et l'eau. La réaction produit de l'hydrogène, qui peut ensuite être combiné avec du dioxyde de carbone (CO2) ou de l'azote (N2) pour produire des carburants liquides. La première filière produit des hydrocarbures plus facilement compatibles avec les technologies d'aujourd'hui.
Par rapport aux biocarburants, les e-carburants atteignent des rendements plus élevés par surface lorsque l'énergie provient de sources renouvelables, telles que l'énergie photovoltaïque et éolienne. Les besoins en eau pour la production d'e-carburants sont également nettement inférieurs à ceux de la production de biocarburants. Par conséquent, les e-carburants peuvent être considérés comme une technologie clé pour permettre une production de carburant entièrement durable et régénérative pour l'aviation à long terme, tout en évitant les risques potentiels et les effets secondaires néfastes de l'utilisation d'énergie provenant de la biomasse cultivée et de l'utilisation des terres.
Différentes méthodes de synthèse permettent de produire des e-carburants, par exemple la synthèse Fischer-Tropsch (FT) ou la synthèse du méthanol (MeOH).

## Évaluation des besoins
L'Académie des technologies publie en février 2023 un rapport sur la décarbonation du secteur aérien par la production de carburants durables, qui évalue la demande mondiale de CAD en 2050 à 400 Mt (30 Mt en Europe, 6 Mt en France) et estime que, compte tenu des ressources disponibles et des conflits d'usages potentiels, les CAD issus de la biomasse (bio-CAD) ne pourront pas représenter plus de 20 % des besoins en 2050. T&E estime, de son côté, leur potentiel à 10 % à cette date. Le complément devra donc provenir de molécules de synthèse, du « e-CAD » obtenu en combinant de l'hydrogène et du CO2. L'Académie des technologies estime à 37 MWh la consommation d'électricité nécessaire pour en fabriquer une tonne. T&E calcule que le secteur aurait alors besoin de 660 TWh d'énergie décarbonée par an en 2050, ce qui absorberait 25 % de l'électricité durable produite en Europe en 2050.

## Engagement du secteur aérien
L'Organisation de l'aviation civile internationale (OACI) et ses États membres se sont fixé en 2016 des objectifs clairs pour relever les défis posés par le changement climatique. La 39e session de l'Assemblée de l'OACI a réitéré un engagement mondial en faveur des objectifs environnementaux auxquels le secteur de l'aviation internationale doit se diriger. En ce qui concerne l'amélioration de l'efficacité énergétique, ils se sont engagés à améliorer l'exploitation et l'efficacité de 2 % par an et à maintenir les émissions nettes de carbone de l'industrie à partir de 2020 - croissance du trafic aérien neutre en carbone.
Afin d'atteindre les objectifs globaux fixés par l'aviation internationale, un panier de mesures (en anglais, ICAO's Basket of Measures) a été prévu avec des actions à mettre en œuvre, à savoir le développement de technologies innovantes par les constructeurs aéronautiques pour réduire la consommation des avions, investir dans le développement de carburants d'aviation alternatifs durables, améliorer la gestion du trafic aérien et l'utilisation de mesures économiques, en créant un marché mondial des émissions, appelé « CORSIA » (Carbon Offsetting and Reduction Scheme for International Aviation). Toutes ces mesures, outre contribuer à une croissance neutre en carbone, doivent favoriser le développement social et économique associé aux objectifs de développement durable (ODD) des Nations unies.
La 41e Assemblée de l'OACI a adopté un objectif mondial ambitieux à long terme (LTAG) pour l'aviation internationale, à savoir zéro émissions nettes de carbone d'ici 2050, à l'appui de l'objectif de température de l'Accord de Paris de la CCNUCC. Le rapport du LTAG montre que le CDA a le plus grand potentiel pour réduire les émissions de CO2 de l'aviation internationale.

## Politiques de soutien

### États-Unis
La loi américaine de réduction de l'inflation instaure pendant trois ans, de 2025 à 2027, un crédit d'impôt pour les compagnies aériennes et les possesseurs de jets privés qui recourent à des carburants permettant de réduire les émissions de gaz à effet de serre. Ce crédit d'impôt s'applique aux carburants qui permettent de réduire d'au moins 50 % les émissions de gaz à effet de serre par rapport au kérosène, calculées sur tout leur cycle de vie ; 300 millions de dollars de financements sont aussi prévus pour la recherche, la production et la distribution.

### Union européenne
L'Union européenne prévoit l'instauration d'un mandat d'incorporation de carburants d'aviation durables. Avant d'être adopté, le calendrier voté le 7 juillet 2022 par le Parlement européen (2 % en 2025, puis 6 % en 2030, 20 % en 2035, 37 % en 2040, 54 % en 2045 et 85 % en 2050) doit être négocié avec le Conseil de l'Union européenne qui avait adopté le 2 juin un calendrier moins ambitieux : 2 % en 2025, 5 % en 2030 (dont 0,7 % de carburant de synthèse), 20 % en 2035 (dont 5 %), 32 % en 2040, 38 % en 2045 et 63 % en 2050 (dont 28 % de carburants synthétiques). La Commission, le Conseil de l'UE et le Parlement européen, réunis en trilogue le 9 décembre 2022, ne sont pas parvenus à finaliser le projet de règlement « RefuelEU Aviation » à cause d'un différend sur la question des carburants de synthèse produits à partir d'hydrogène et de leur taux d'incorporation. La négociation a échoué du fait de l'hostilité des gouvernements allemand et espagnol et de participants de sensibilité antinucléaire aux formes de « e-kérosènes » produits à partir d'électricité nucléaire. Ces opposants voulaient notamment imposer une date limite pour l'utilisation d'électricité nucléaire et le recours exclusif à de l'électricité 100 % « verte ».
Le 26 avril 2023, un nouveau trilogue parvient à un accord sur les règles d'utilisation des carburants durables d'aviation, plus ambitieux que la proposition initiale de la Commission. Le taux d'incorporation de CAD au kérosène devra atteindre 2 % à partir de 2025, puis 6 % en 2030, 20 % en 2035, 34 % en 2040, 42 % en 2045, et 70 % en 2050. La part des carburants de synthèse, produits à base d'hydrogène, est rehaussée : 1,2 % en moyenne entre 2030 et 2031, puis 2 % entre 2032 et 2035, 5 % de 2035 à 2040, 10 % de 2040 à 2045, 15 % de 2045 à 2050 et 35 % à compter de 2050. L'hydrogène nécessaire à la production de carburants de synthèse pourra être indifféremment produit avec de l'électricité d'origine nucléaire ou de renouvelables.
En juin 2025, le directeur général de l'Iata, Willie Walsh, souligne que, même après le doublement de la production mondiale de carburants d'aviation durables en 2025 à 2 millions de tonnes, leur part dans la consommation mondiale de carburant des compagnies aériennes ne sera que de 0,7 %, loin des 2 % de CAD rendus obligatoires par la réglementation européenne depuis 2025 sur tous les vols au départ des aéroports européens. De plus, les coûts des carburants d'aviation durables restent plus élevés en Europe qu'ailleurs, alourdissant ainsi un surcoût global estimé à 4,4 milliards de dollars, du fait de l'intégration au prix des CAD en Europe des pénalités financières dues par les pétroliers en cas de non-respect du taux obligatoire, soit un coût additionnel de 1,7 milliard de dollars. Selon lui, « au lieu de promouvoir l'utilisation des CAD, les obligations européennes les ont rendus cinq fois plus chers que le kérosène conventionnel ».

### France
Le président Macron annonce en juin 2023 un plan d'investissement pour créer une filière française de production qui devrait assumer 500 000 tonnes de produit par année aux alentours de 2030. Ce projet devrait créer 700 emplois directs. 

## Production de carburant durable d'aviation

### Monde
Fin juin 2024, BP suspend deux nouveaux projets de biocarburants, en Allemagne (Lingen) et aux États-Unis (Cherry Point (en)), et Shell interrompt la construction de son usine géante à Rotterdam, lancée en septembre 2021, qui devait produire 820 000 tonnes par an de carburant d'aviation durable et de biodiesel, à partir de déchets (huile de cuisson et graisses animales). Le démarrage de cette usine est repoussé de 2025 à la fin de la décennie. La demande est en effet insuffisante pour rentabiliser ces projets, du fait de leur coût prohibitif.

### Europe
Les sites en production au 1er janvier 2025 devraient représenter un total d'un million de tonnes annuelles de SAF en 2030. Selon l'évolution prévue de la consommation européenne et le niveau des obligations d'incorporation, fixé à 2 % en 2025 et 6 % en 2030, il en faudrait alors 2,8 millions de tonnes. Selon l'Agence européenne pour la sécurité aérienne (EASA), 3,2 millions de tonnes de SAF seront produites en Europe en 2030, grâce aux sites en construction et à ceux ayant déjà fait l'objet d'une décision finale d'investissement. Mais plusieurs projets ont été suspendus ou annulés en 2024, en particulier par BP et Shell.

### France
En décembre 2022, la filière française des biocarburants est toujours dans l'attente de la finalisation du règlement ReFuelEU. L'entreprise Saipol, filiale du groupe agro-industriel Avril, spécialisée dans la transformation de graines d'oléagineux utilisées pour la production de biocarburants, a développé des cultures intermédiaires, qui s'intercalent entre deux cultures principales, sans empiéter sur la production pour la chaîne alimentaire : en 2022, elle a produit 15 000 tonnes de carinata en Argentine et en Uruguay, ainsi que 1 000 tonnes de cameline en France. Son directeur estime le potentiel de ces cultures intermédiaires à 20 millions d'hectares en Argentine et 2 millions d'hectares en France, qui permettraient de produire, à terme, 800 000 tonnes de carburants d'aviation durables. La production de CAD se développe plus rapidement aux États-Unis, où le gouvernement a adopté une réglementation moins stricte et institué une incitation fiscale pour les producteurs et les utilisateurs.
Le 16 juin 2023, le président de la République annonce que la PME industrielle Elyse Energy, créée en 2020 à Lyon, construira à Lacq une usine de production de carburant durable d'aviation et de bionaphta destiné à l'industrie chimique, à partir de biomasse et d'hydrogène. Cette usine BioTJet coûtera 1 milliard d'euros et devrait produire 110 000 tonnes d'hydrocarbures, dont 75 000 tonnes destinées à l'aviation, soit 20 % des besoins en carburants durables de l'aviation civile en France à l'horizon 2030,.
En juin 2023, TotalEnergies annonce être capable de produire un demi-million de tonnes de carburants durables en 2028, et 1,5 million de tonnes au niveau mondial en 2030. Le finlandais Neste prévoit d'atteindre 1,5 million de tonnes dès 2024 et Shell prévoit de livrer 800 000 tonnes par an à partir de 2025 depuis son site de Rotterdam. TotalEnergies consacre 400 millions d'euros à la transformation de sa raffinerie de Grandpuits, en Seine-et-Marne, en « plateforme zéro pétrole », dont une grande partie pour les CAD. Mais les matières premières issues de la biomasse sont limitées et les coûts des projets de e-carburants sont extrêmement élevés.
Le 25 juillet 2023, Engie annonce le projet « KerEAUzen » de production de 70 000 tonnes par an d'« e-kérosène » par la combinaison d'hydrogène bas carbone et de CO2. Le CO2 sera récupéré d'un autre projet développé sur le port du Havre, « Salamandre » et l'hydrogène sera issu d'électricité renouvelable ou du nucléaire. L'investissement pour KerEAUzen pourrait atteindre le milliard d'euros et devrait bénéficier d'aides publiques. Le projet permettra de valoriser 70 000 tonnes de CO2 biogénique, dont 60 000 tonnes viendront de Salamandre et 10 000 tonnes d'autres projets industriels de la zone portuaire, comme des stations d'épuration. Il devrait couvrir environ 1 % des besoins français en carburant durable en 2035. La décision finale d'investissement est attendue pour fin 2026 pour une mise en service en 2028. KerEAUzen nécessite un total de 2,8 TWh d'électricité afin d'alimenter un électrolyseur de 250 MW ; environ 60 % de cette électricité devrait provenir de renouvelables, près de 40 % sera du nucléaire.

### États-Unis
La start-up américaine DG Fuels annonce en avril 2024 la construction de la plus grosse usine de biocarburants nouvelle génération au monde, à Saint James Parish, en Louisiane. L'usine coûtera plus de 4 milliards de dollars, entrera en service en 2028 et doit produire à pleine puissance 600 000 tonnes de CAD, soit l'équivalent de 30 000 vols transatlantiques, si ce carburant est mélangé à 50 % à du carburant traditionnel. Elle utilisera le procédé Fischer-Tropsch CANS[pas clair]. Le gaz de synthèse sera produit à partir de résidus de canne à sucre et d'hydrogène vert ou bleu (produit à partir de méthane fossile, avec captage et stockage du dioxyde de carbone). Selon Christopher Chaput, président et cofondateur de DG Fuels, le CAD ainsi produit sera compétitif avec le kérosène conventionnel, si les subventions fédérales sont maintenues. Air France a investi avec Airbus dans DG Fuels et a signé un contrat d'approvisionnement de 600 000 tonnes pour la période 2027-2036 ; des précontrats d'achat ont été signés avec plusieurs compagnies, dont Delta. DG Fuels a un plan d'ouverture d'une dizaine d'usines avec la même technique mais avec des sources de biomasse locales (résidus forestiers dans le Maine, résidus de maïs dans le Midwest).

## Utilisation commerciale
La première ligne aérienne au monde avec 50 % de CDA est lancée en 2022 par Braathens Regional Airlines (BRA) en collaboration avec le groupe Volvo.
Le 28 novembre 2023, un Boeing 787 de Virgin Atlantic réussit le premier vol transatlantique avec 100 % de carburant durable d'aviation depuis l'aéroport de Londres-Heathrow jusqu'à l'aéroport international de New York - John-F.-Kennedy.

## Certifier le 100% CDA
Les CDA sont actuellement[Quand ?] associés à des taux de mélange maximum qui peuvent limiter la possibilité d'utiliser de plus grandes quantités de carburants spéciaux à l'avenir. C'est pourquoi des groupes de travail spécialisés au sein des comités de normalisation des carburants évaluent les options permettant de faciliter l'utilisation de 100 % de CDA dans les moteurs aéronautiques, l'objectif initial étant de disposer de carburants approuvés d'ici 2030.
L'industrie aéronautique effectue déjà les recherches et les vols d'essai nécessaires pour évaluer les effets sur les émissions et les performances des avions, avec des résultats prometteurs,. Par exemple, en octobre 2021, la première étude en vol d'un avion monocouloir fonctionnant avec du CDA non mélangé a été lancée.